# Johann Ludwig Dammert
Johann Ludwig Dammert (* 21. März 1788 in Hameln; † 25. Januar 1855 in Hamburg) war ein deutscher Jurist und von 1843 bis 1855 Bürgermeister von Hamburg.

## Leben und Wirken
Johann Ludwig Dammert wurde als Sohn von Johann Christian Dammert und Susanna Olympia Antoinette Salles in Hameln geboren. 
Er studierte Recht und wurde zum Dr. iur. promoviert. Ab 1817 war er Senator und ab 1843 Bürgermeister von Hamburg.
1826 heiratete er Cornelia Wilhelmina Amsinck, eine Tochter des Hamburger Kaufmanns Paul Amsincks.